# Aidan Carey
Aidan Carey, né le 30 mai 2001, est un footballeur néo-zélando-niuéen jouant en tant que Défenseur central à Western Springs AFC

## Biographie

### En club
Il est formé à Central United et à Auckland City. C'est avec ce club, qu'il joue son premier match en championnat face à Waitakere United. Lors de cette rencontre, il entre au jeu à la 87e minute de jeu. Son équipe s'impose trois buts à zéro.
Le 7 juin 2021, il inscrit son premier but pour le club en championnat contre Bay Olympic. Ce but permet à Auckland de gagner deux buts à un. 
Avec celui-ci, le Néo-Zélando-Niuéen remporte la National League en 2021. Grâce à ce titre de champion, le milieu joue son premier match de Ligue des champions de l'OFC 2022 contre les Néo-Calédoniens de Hienghène Sport le 5 août 2022. Son équipe s'impose facilement cinq buts à zéro. Avec l'équipe, il remporte la compétition. 

### En sélection
Ayant à la fois la nationalité néo-zélandaise et niuéenne, Carey a la possibilité de jouer pour l'une de ces deux nations au niveau international. Cependant, Niue n'est reconnue ni par la FIFA, ni par l'OFC.

## Palmarès

### En club
|  | Auckland City - National League: - Champion : 2021 - Ligue des champions de l'OFC: - Vainqueur : 2022 |